# Amblynotus rupestris
Amblynotus rupestris är en strävbladig växtart som först beskrevs av Pallas och Johann Gottlieb Georgi, och fick sitt nu gällande namn av Mikhail Grigoríevič Popov och L. Sergievskaja. Amblynotus rupestris ingår i släktet Amblynotus och familjen strävbladiga växter. Inga underarter finns listade i Catalogue of Life.